# Vézac (Dordonha)
Vézac é uma comuna francesa na região administrativa da Nova Aquitânia, no departamento de Dordonha. Estende-se por uma área de 12,97 km². Em 2010 a comuna tinha 566 habitantes (densidade: 43,6 hab./km²).

## Pontos turísticos
- Jardins de Marqueyssac
- Mirador de Dordoña, a 130 metros sobre o rio
- Castelos
- Aldeias mais bonitas de França: Bergerac, famosa pelo seu Cyrano